# Jiāng chéng xiàrì
Jiāng chéng xiàrì è un film del 2006 diretto da Wang Chao. È stato presentato alla 59ª edizione del Festival di Cannes nella sezione Un Certain Regard aggiudicandosi il premio di miglior film.